# Halowe Mistrzostwa Świata w Lekkoatletyce 2004 – sztafeta 4 × 400 m mężczyzn
Sztafeta 4 × 400 m mężczyzn – jedna z konkurencji rozgrywanych podczas halowych mistrzostw świata w lekkoatletyce w 2004. Eliminacje oraz finał odbyły się 7 marca.
Udział w tej konkurencji brały ekipy reprezentujące 11 państw. Zawody te wygrali reprezentanci Jamajki (w składzie: Gregory Haughton, Leroy Colquhoun, Michael McDonald, Davian Clarke, Richard James, Sanjay Ayre). Drugą pozycję zajęli zawodnicy z Rosji (w składzie: Dmitrij Forszew, Boris Gorbań, Andriej Rudnickij, Aleksandr Usow), trzecią zaś reprezentanci Irlandii (w składzie: Robert Daly, Gary Ryan, David Gillick, David McCarthy).

## Wyniki

### Eliminacje
Źródło: 
Bieg 1
| Miejsce | Zawodnicy                                                     | Państwo           | Wynik   | Uwagi |
| ------- | ------------------------------------------------------------- | ----------------- | ------- | ----- |
| 1.      | James Carter LaBronze Garrett Jabari Pride Godfrey Herring    | Stany Zjednoczone | 3:07,58 | SB    |
| 2.      | Andriej Rudnickij Boris Gorbań Aleksandr Usow Dmitrij Forszew | Rosja             | 3:07,60 | SB    |
| 3.      | Dennis Darling Troy McIntosh Timothy Munnings Chris Brown     | Bahamy            | 3:08,76 | SB    |
| 4.      | Robert Daly Gary Ryan David Gillick David McCarthy            | Irlandia          | 3:08,83 | NR    |
| 5.      | Salvador Rodríguez David Canal Alberto Martínez Luis Flores   | Hiszpania         | 3:10,95 | SB    |

Bieg 2
| Miejsce | Zawodnicy                                                          | Państwo    | Wynik   | Uwagi |
| ------- | ------------------------------------------------------------------ | ---------- | ------- | ----- |
| 1.      | Richard James Sanjay Ayre Leroy Colquhoun Michael McDonald         | Jamajka    | 3:08,70 | SB    |
| 2.      | Alain Rohr Cédric El-Idrissi Martin Leiser Andreas Oggenfuss       | Szwajcaria | 3:09,04 | SB    |
| 3.      | Bastian Swillims Ruwen Faller Henning Kuschewitz Sebastian Gatzka  | Niemcy     | 3:09,26 | SB    |
| 4.      | Rémi Wallard Martial Yapo Florent Lacasse Olivier Galy             | Francja    | 3:10,00 | SB    |
| 5.      | Piotr Długosielski Daniel Dąbrowski Piotr Klimczak Artur Gąsiewski | Polska     | 3:10,33 | SB    |
| 6.      | Dávid Csesznegi László Szabó Ákos Dezsö Zsolt Szeglet              | Węgry      | 3:12,20 | SB    |

### Finał
Źródło: 
| Miejsce | Zawodnicy                                                       | Państwo           | Wynik   | Uwagi |
| ------- | --------------------------------------------------------------- | ----------------- | ------- | ----- |
| 01 !    | Gregory Haughton Leroy Colquhoun Michael McDonald Davian Clarke | Jamajka           | 3:05,21 | WL    |
| 02 !    | Dmitrij Forszew Boris Gorbań Andriej Rudnickij Aleksandr Usow   | Rosja             | 3:06,23 | SB    |
| 03 !    | Robert Daly Gary Ryan David Gillick David McCarthy              | Irlandia          | 3:10,44 |       |
| 4.      | Alain Rohr Cédric El-Idrissi Martin Leiser Andreas Oggenfuss    | Szwajcaria        | 3:12,62 |       |
| 5.      | Chris Brown Timothy Munnings Andretti Bain Dennis Darling       | Bahamy            | 3:17,57 |       |
| –       | James Carter Milton Campbell Joe Mendel Godfrey Herring         | Stany Zjednoczone | DSQ     |       |